# غاربانيا نوفاريزي
```
غاربانيا نوفاريزي
 تكتب أحيانا 
جاربانيا نوفاريزي
 (بالإيطالية: 
Garbagna Novarese
) هي 
بلدية
 تقع في 
مقاطعة نوفارا
، ضمن 
إقليم بييمونتي
 في شمال 
إيطاليا
، وتبعد نحو 80 كيلومترًا إلى الشمال الشرقي من 
تورينو
، وقرابة 7 كيلومترات إلى الجنوب الشرقي من 
نوفارا
.
```

وتحدها البلديات التالية: نيببيولا، نوفارا، سوتساغو، تيردوببياتي، وتريكاته.

## أصل التسمية
ذُكرت لأول مرة في عدة وثائق تعود للفترة بين عامي 840 و1150 باسم Carpania، ومنذ عام 1150 بدأت تظهر الأسماء Garbania وGarbagna، في حين أن الاسم الأخير أصبح الوحيد المستخدم اعتبارًا من عام 1367.
في 31 مايو 1863، تم تغيير الاسم رسميًا من Garbagna إلى Garbagna Novarese، وذلك للتمييز بينها وبين غاربانيا داليساندريا المجاورة.
ومن الطريف أن بعض الوثائق الرسمية أطلقت عليها اسم Garbagno.
أما عن أصل الاسم Carpania، فيُعتقد أنه يشير إلى "غابة من أشجار الكارپاني"، وهي من فصيلة البتولا التي تفضل التربة الجافة. وفي نهاية الألفية الأولى، وسط غابات المنطقة، كانت هذه الغابة مميزة بما يكفي لتحمل اسمًا خاصًا.
على الرغم من أن هذه النظرية لا تشير مباشرةً إلى بلدة غاربانيا، فقد اقترحت بعض الدراسات اللغوية أصلًا بديلًا للاسم، حيث أبرزت كيف أن الجذر الهندوأوروبي البدائي *(s)kerb(h)- (بمعنى "يضفر") قد اشتُقّت منه العديد من الكلمات في اللغات الأوروبية الحديثة. ومرورًا بالقاعدة ما قبل الرومانية *garb-، نشأت الكلمة الفرنسية-البرفنسية garbagna، التي تعني "سَلّة".
وتشير تفسيرات أخرى إلى أن الاسم مشتق من اللاتينية المتأخرة garbus، والتي تعني "شجيرة"، مما يعطي دلالة على "مكان بري ومشجَّر".

## التاريخ

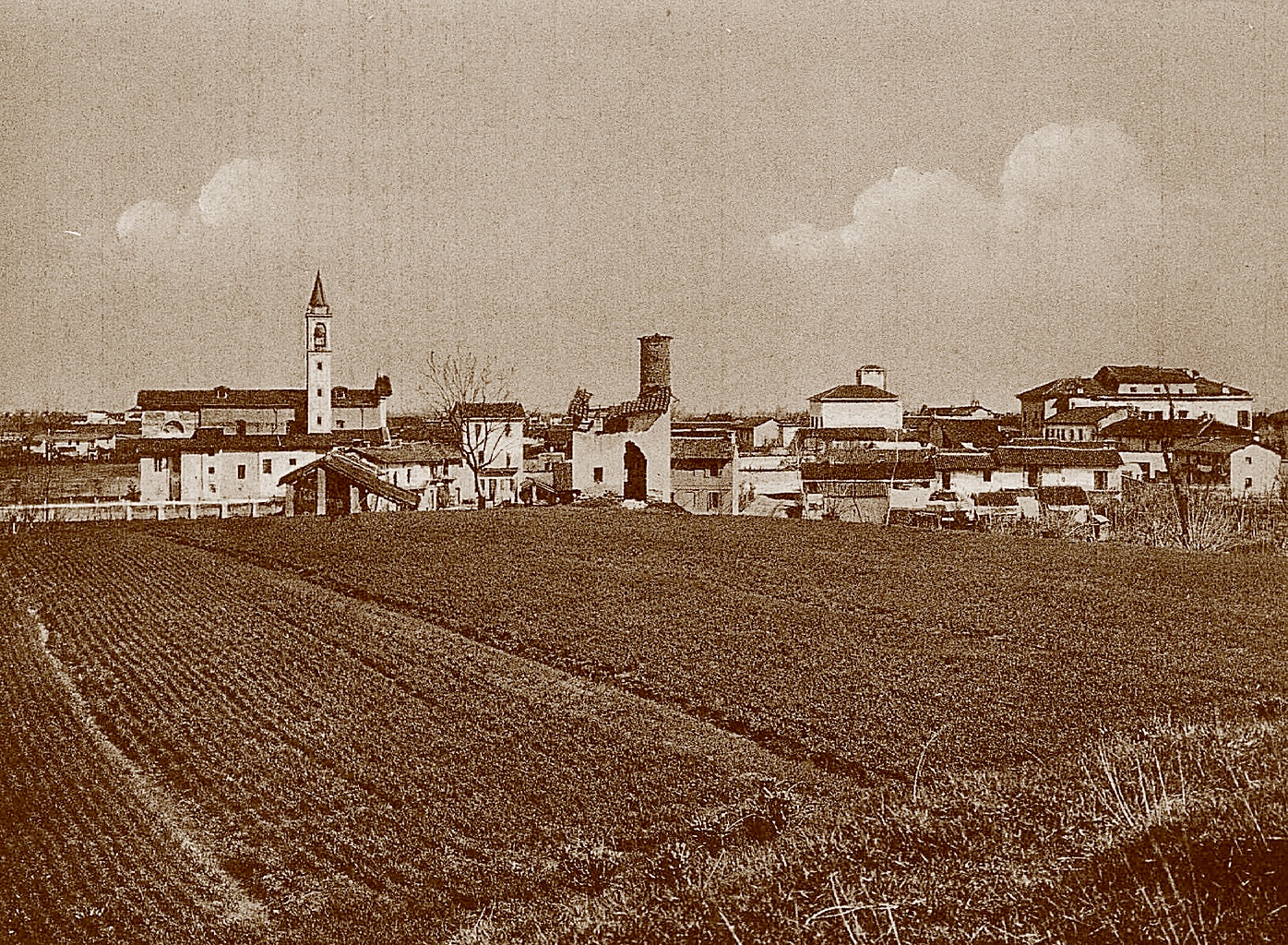
بطاقة بريدية قديمة تُظهر القرية من "البرج"

يرتبط تاريخ غاربانيا بشكل وثيق بتاريخ مدينة نوفارا المجاورة.

### الرموز
تم منح شعار النبالة والراية لبلدية غاربانيا نوفاريزي بمرسوم من رئيس الجمهورية بتاريخ 18 يونيو 1949.
؛ شعار النبالة:
؛ الراية:

## الجغرافيا

### الإقليم

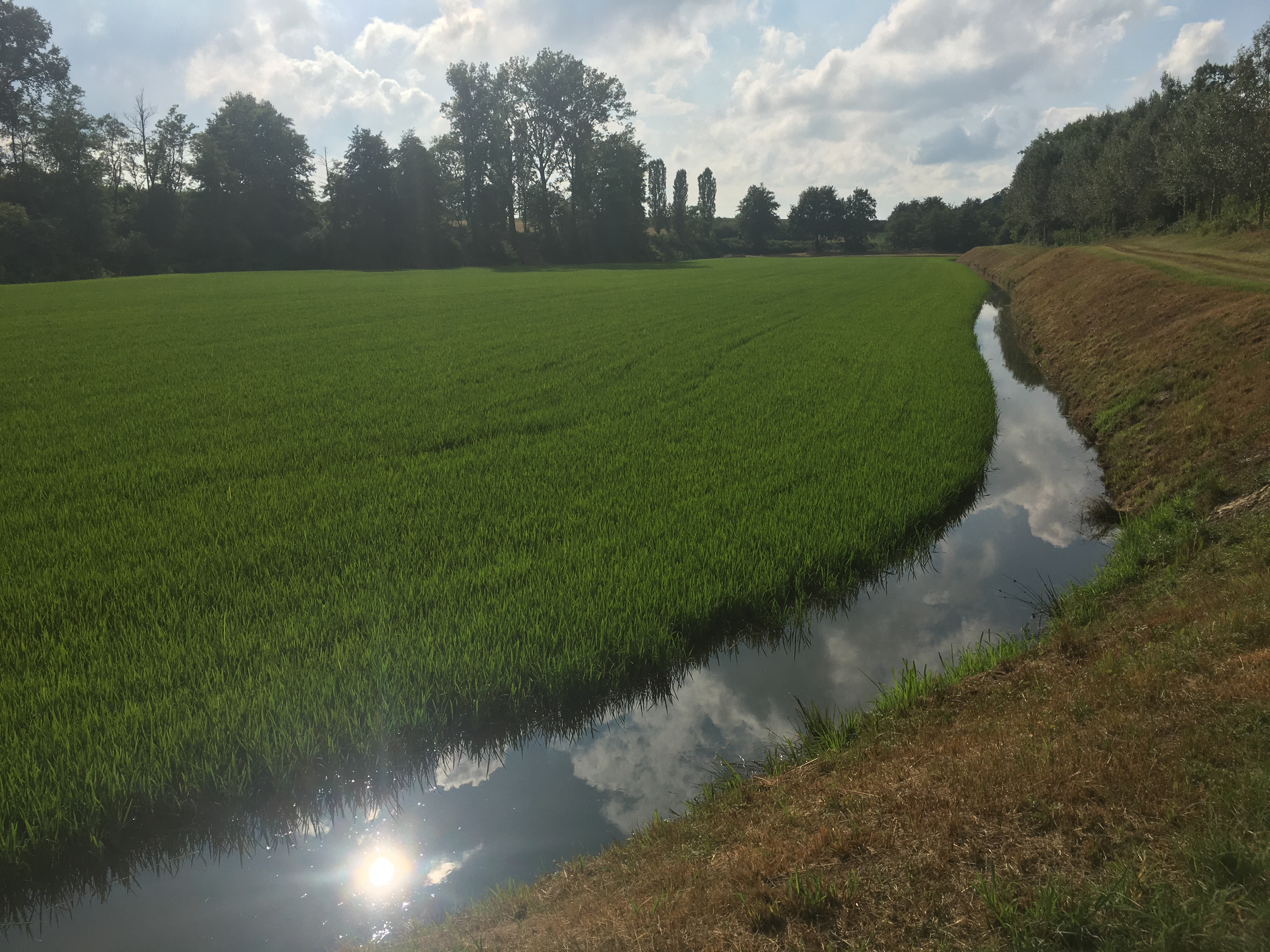
أحد قطوع مصطبة نوفارا-فيسبولاتي: وادي رِي

تتكون التربة من رواسب نهرية حصوية ورملية-حصوية، مع مواد طينية وغَرينية. وتتميّز الطبوغرافيا بالتنوع.
يشمل الجزء الشمالي الغربي من الإقليم مصطبة نهرية جليدية تُعرف باسم مصطبة نوفارا-فيسبولاتي، وهي منطقة منبسطة عمومًا بفعل التدخل البشري لتسوية الأرض لأغراض زراعية، وتنحدر تدريجيًا نحو الجنوب. الانقطاعات الوحيدة تمثلها مجاري تصريف جليدية قديمة، تتطابق حاليًا مع مجاري جداول أربونيا ورِي. تقع حواف هذه المصطبة ضمن نطاق بلدية غاربانيا، بينما تظل متصلة داخل بلدية نوفارا، التي تشكل حدودها الشمالية. تظهر بعض الحواف المنعزلة قرب وسط القرية، ولكن الفرق في الارتفاع مقارنةً بالسهل المحيط تم إزالته عمليًا بفعل التوسع العمراني.
أما بقية الإقليم فهي سهلية تمامًا.

### الهيدرولوجيا

#### المجاري المائية الرئيسية
يتدفق في الجزء الغربي من البلدية جدول أربونيا، وقناة مَنسا الأسقفية، وجدول رِي، إلى جانب عدد من المجاري الصغيرة.

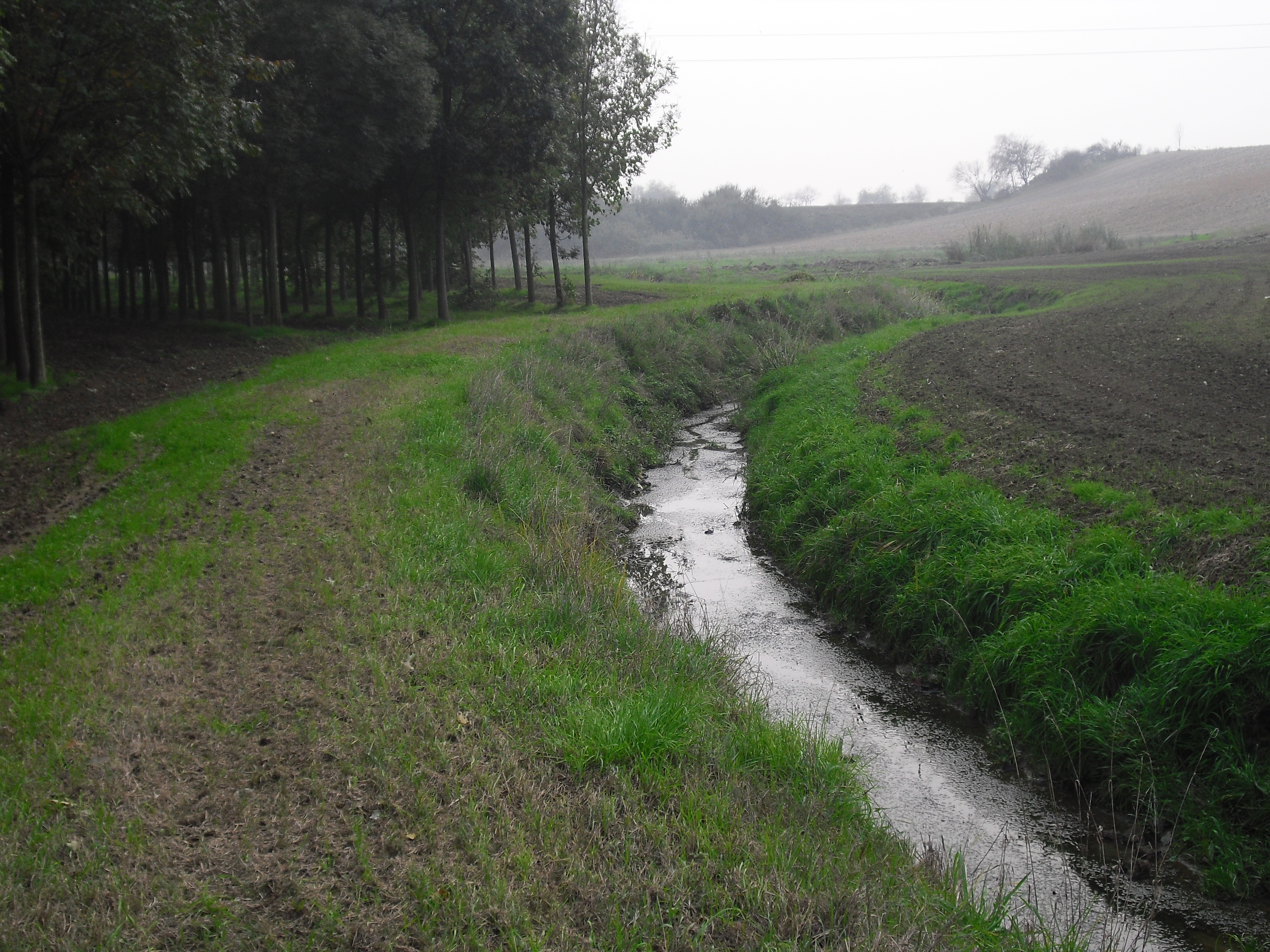
جدول أربونيا، جنوب نوفارا

ينبع جدول أربونيا من نوفارا ويجمع مياه الأمطار والمياه العادمة من المناطق الحضرية في جنوب نوفارا، كما ينقل مياه الري الزراعي والمياه الجوفية. يتميز بطابع سيلي شديد، مع تغيّرات كبيرة في معدل التدفق، وقد تحدث فيضانات فجائية نتيجةً لهطول الأمطار.
يدخل الجدول حدود البلدية من الشمال الغربي، ويتدفق بين حواف مصطبة نوفارا-فيسبولاتي. يتخذ مسارًا مستقيمًا نسبيًا، ففي المقطع العلوي من طريق بروساتينا يتجه من الشمال الغربي إلى الجنوب الشرقي، ثم ينحرف في القسم السفلي إلى اتجاه شمال-جنوب. يُحتوى الجدول جزئيًا فقط بواسطة سدود ترابية، باستثناء الجزء النهائي قرب محطة معالجة المياه العادمة، حيث توجد تحصينات أكثر ثباتًا.

### مجاري المياه الأخرى
يتدفق قافو مِنسا الأسقفية أيضًا في وادي أربونيا. ينبع من جدول أربونيا نفسه داخل حدود بلدية نوفارا، مباشرة قبل الحدود مع غاربانيا. بعد اجتيازه مزرعة مارينا، يمر جدول أربونيا تحت قافو مِنسا عبر قناة سيفون، وبعدها يجري الجدولان بشكل متوازٍ حتى مزرعة بروساتينا. يصل قافو مِنسا الأسقفية إلى غاربانيا، ويعبر الطريق السريع SS 211، وتتم تغطيته بأغطية خرسانية في بعض المقاطع القريبة من المناطق الحضرية. وتشير الدلائل المورفولوجية إلى أنه على الأرجح كان مجرى قديمًا لأربونيا نفسه، ثم تم التخلي عنه لاحقًا.
المجرى المائي الآخر في الجزء الغربي من البلدية هو جدول رِي، الذي ينبع من الجزء الجنوبي لبلدية نوفارا. يُستخدم بشكل رئيسي في الري ونقل مياه الأمطار، كما يُعد خط تصريف قديم ساهم في تشكيل المشهد الطبيعي للمنطقة بفعل نشاطاته التآكلية والرسوبية المتعاقبة.
أما على الحافة الشرقية للبلدية، فيجري نهر ريو سينيلا، وهو أحد فروع جدول تيردوبو لوميللينو، وينبع من أراضي بلدية سوزاغو. كان تيردوبو يجري أصلاً من تلال مورينية بين ديفينانو وبوغونيو وصولاً إلى التقاءه بنهر أغونيا. غير أن بناء سدّ بالقرب من تشيرانو في حوالي سنة 1000 ميلادية لأغراض الزراعة والحرف أدى إلى تحويل مساره تدريجيًا. ولا تزال المنطقة التي كان يمر منها المجرى القديم غنية بالينابيع الكارستية، وكأنها تشير إلى مجراه القديم. تتوزع هذه الينابيع إلى فرعين رئيسيين: ريو سينيلا وريو ريفريدو، اللذان يلتقيان مجددًا بالقرب من كاسولنوفو (وتحديدًا في قرية فيلانوفا) ليشكّلا جدول تيردوبو من جديد، والمعروف حاليًا باسم تيردوبو لوميللينو.
يمر في الجزء الشرقي من البلدية شريان ري مهم هو قناة كوينتينو سيلّا. أُنشئت في عام 1870، وتنطلق من قناة كافور شمال نوفارا، وتنقل المياه جنوبًا وشرقًا لتغذية بلديات غاربانيا وتيردوببياتي وتورناكو. وتتفرع عند تشيلافينيا إلى قسمين. ويُقدّر معدل تدفقها بحوالي 12 مترًا مكعبًا في الثانية، مما يجعلها مصدر الري الرئيسي في المنطقة، حيث توزع المياه إلى القنوات الفرعية والخزانات.

#### المجاري المائية الثانوية
يخترق الإقليم عدد كثيف من القنوات والمجاري الاصطناعية التي تسمح بالري عبر الفيضانات الزراعية، لا سيما في الجزء الشرقي من البلدية، الذي يتميز باختلاف واضح عن الجزء الغربي من الناحية الهيدرولوجية. وتغذي قناة كوينتينو سيلّا والعديد من الينابيع الكارستية معظم هذه الشبكة.
ومن القنوات الاصطناعية المهمة قافو ديلي أوسبيدالي، الذي كان يحتوي على مجرى نهر قديم تم التخلي عنه منذ وقت طويل. ويجري هذا القافو بعد السكك الحديدية، موازٍ لطريق تيردوببياتي، ثم بجانب الطريق SS 211 حتى يتقاطع مع جدول أربونيا، حيث يختفي مجراه تمامًا بعد ذلك.
وهناك أيضًا قناة ري تُعرف باسم قافو بلدية فيسبولاتي، تقع شرق البلدة، وتعبر طريق تيردوببياتي غرب محطة القطار، وتتجه نحو نيببيولا، ثم تواصل موازاتها للطريق SS 211، وتتجه شرقًا على الحدود الجنوبية للبلدية.
ومن القنوات المستخدمة في الري أيضًا: روجيا مولينارا وقافو مونكوكّو.

#### الينابيع الارتوازية
يتميز الجزء الشرقي من البلدية بوجود العديد من الينابيع الارتوازية، وهي خاصية شائعة في سهل نوفارا. وفي غاربانيا، ينجم هذا الظاهرة عن الحفر الصناعي العميق في التربة، حتى الوصول إلى منسوب المياه الجوفية (الذي يكون عادة قريبًا من السطح)، ليُحوّل بعد ذلك إلى قنوات مخصصة.
تشير الملاحظات إلى أن عمق منسوب المياه الجوفية يتراوح بين 2 و2.5 متر.
وتشمل الينابيع (من الغرب إلى الشرق):
- نبع بورغيتّو: ينبع شمال القرية مباشرة، له رأس واحدة ويأخذ شكل "دمعة"، ويُغطى تقريبًا بالكامل على طول شارع كولومبو من شارع 4 نوفمبر إلى طريق تيردوببياتي، باستثناء الجزء الأول؛ وكان الغرض من التغطية جعل المنطقة قابلة للبناء.
- نبع روجيولا: ينبع غرب قناة كوينتينو سيلّا وله رأسان.

## السكان
السكان الموثقون قبل توحيد إيطاليا عام 1861:
| السنة | عدد السكان | ملاحظات |
| ----- | ---------- | ------- |
| 1600  | 350        | [ 18 ]  |
| 1700  | 400        | [ 18 ]  |
| 1723  | 431        | [ 18 ]  |
| 1764  | 446        | [ 19 ]  |
| 1779  | 508        | [ 18 ]  |
| 1780  | 525        | [ 18 ]  |
| 1781  | 520        | [ 18 ]  |
| 1790  | 480        | [ 18 ]  |
| 1792  | 538        | [ 20 ]  |
| 1793  | 540        | [ 20 ]  |
| 1805  | 553        | [ 21 ]  |
| 1822  | 608        | [ 22 ]  |
| 1837  | 690        | [ 23 ]  |
| 1839  | 660        | [ 18 ]  |
| 1841  | 674        | [ 18 ]  |
| 1849  | 690        | [ 18 ]  |
| 1854  | 762        | [ 24 ]  |

### مخطط لسكان المدينة بين عامي 1861 و2021
| Vertical bar chart of غاربانيا نوفاريزي between 1861 and 2021 |
|                                                               |

في السنوات الأخيرة، شهدت بلدية غاربانيا نوفاريزي أكبر نمو سكاني نسبي في جميع أنحاء بييمونتي، حيث عاد عدد السكان إلى المستويات التي كانت عليها قبل قرن من الزمان؛ فقد ارتفع عدد السكان من 964 نسمة في عام 2001 إلى 1326 نسمة في عام 2009. وسُجّلت زيادة ملحوظة خاصةً بين عامي 2007 و2008، بلغت 176 نسمة، أي ما يعادل +15.6%. وقد أدى هذا النمو أيضًا إلى توسع عمراني ملحوظ تمثل في بناء العديد من المساكن، وخصوصًا في الجزء الشرقي من القرية.

## الحكومة

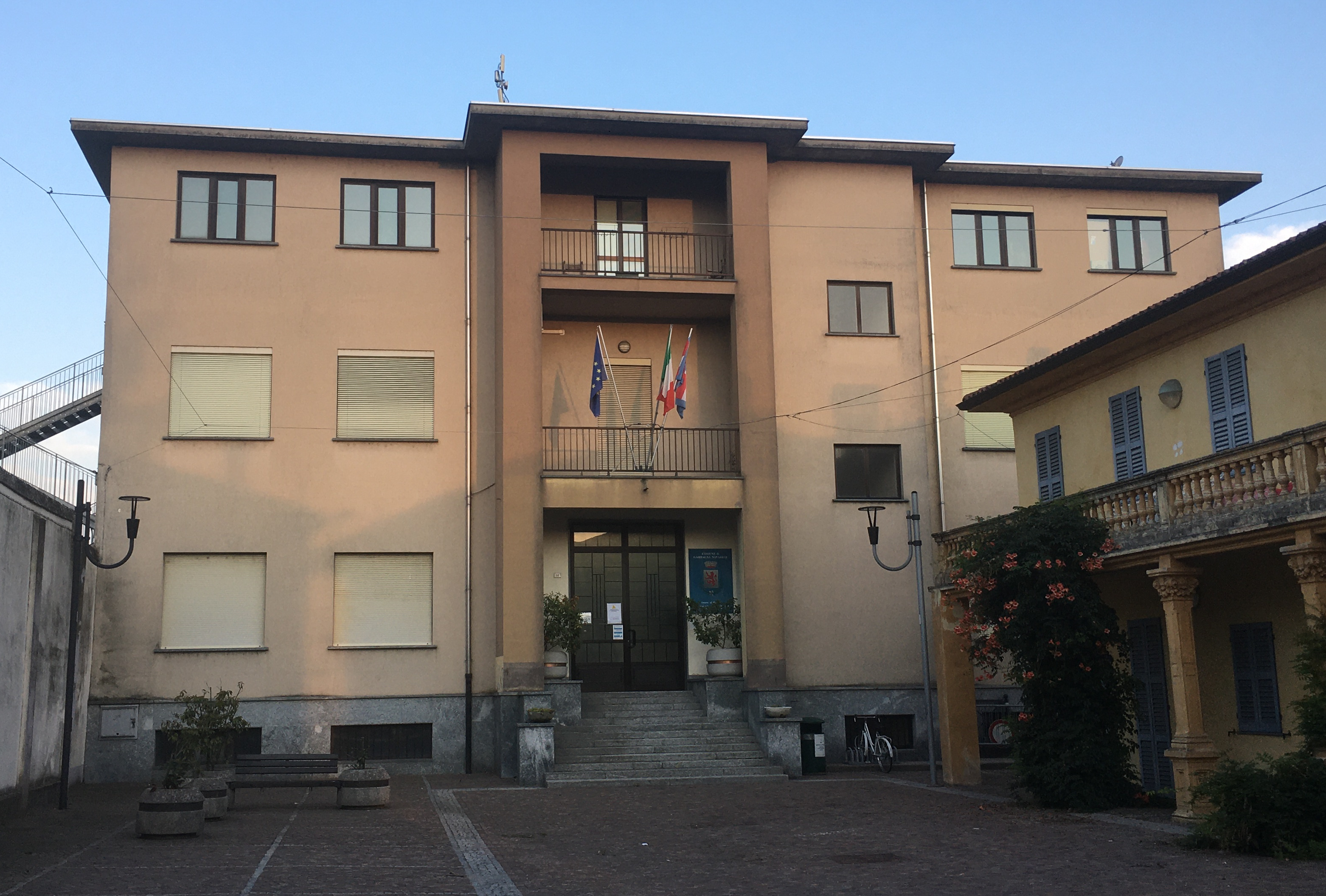
دار بلدية غاربانيا نوفاريزي

لا تتوفر مصادر منظمة حول فترات الإدارة قبل عام 1932؛ ويعرض الجدول التالي البيانات المتاحة للسنوات المذكورة.
| السنوات                            | المسؤول               | المنصب                | ملاحظات |
| ---------------------------------- | --------------------- | --------------------- | ------- |
| 1780                               | جيوفاني باولينو       | عمدة                  | [ 26 ]  |
| 1797                               | بيترو تشيرينا         | عمدة                  | [ 27 ]  |
| 1799                               | أنطونيو ماريا باندي   | رئيس الهيئة البلدية   | [ 26 ]  |
| 1826                               | جيوفاني كامبييري      | عمدة                  | [ 28 ]  |
| 1831، 1832                         | بيترو تشيرينا         | عمدة                  | [ 28 ]  |
| 1834، 1835، 1838                   | غايتانو روبكو         | عمدة                  | [ 28 ]  |
| 1837، 1840                         | تشيزاري موربيو        | عمدة                  | [ 28 ]  |
| 1841، 1842، 1844، 1845             | إينا سيلفيو موريتّي    | عمدة                  | [ 28 ]  |
| 1846، 1847                         | جواكينو مونتالينتي    | عمدة                  | [ 28 ]  |
| 1849                               | جيوفاني باتيستا روبكّي | عمدة                  | [ 28 ]  |
| 1851، 1853، 1854، 1857، 1858       | كارلو كابّا            | عمدة                  | [ 28 ]  |
| 1862، 1863                         | جيوفاني باتيستا روبكّي | عمدة                  | [ 28 ]  |
| 1865، 1866، 1869، 1870، 1873       | بارتولوميو مانزيني    | عمدة                  | [ 28 ]  |
| 1879، 1886، 1889                   | كوستانتينو بيفيلاكوا  | عمدة                  | [ 28 ]  |
| 1896، 1899، 1907، 1910، 1916، 1919 | كارلو جيري            | عمدة                  | [ 28 ]  |
| 1930                               | كارلو جيري            | بوديستا (مندوب إداري) | [ 29 ]  |

منذ عام 1932، أصبحت تواريخ تعاقب الإدارات أكثر دقة وتنظيمًا.

## المزارع
كما هو الحال في كامل منطقة باسا نوفاريزي، تنتشر المزارع في منطقة غاربانيا بشكل واسع، وتُعد مراكز حيوية للنشاط الريفي.
وقد اعتُبرت هذه المزارع الواقعة خارج التجمع السكاني عبر الزمن بمثابة قرى حقيقية تابعة للبلدية، وهي مدرجة حاليًا ضمن ما يُعرف بـ"التجمعات السكنية" في النظام الأساسي للبلدية: ماريينا، بلفيديري، بروسّاتينا، مونكوكو، بوتسوليتو نوفو، بوتسوليتو فيكيو، كاشينيتا. أما المزرعة الوحيدة الواقعة داخل التجمع السكاني فهي بورغيتو.

## المدن التوأم
غاربانيا مرتبطة بتوأمة مع:
- ريو ساليتو، منذ عام 2024[39][40]
- ترينو، منذ عام 2024[39][40]

## المعالم والأماكن ذات الأهمية

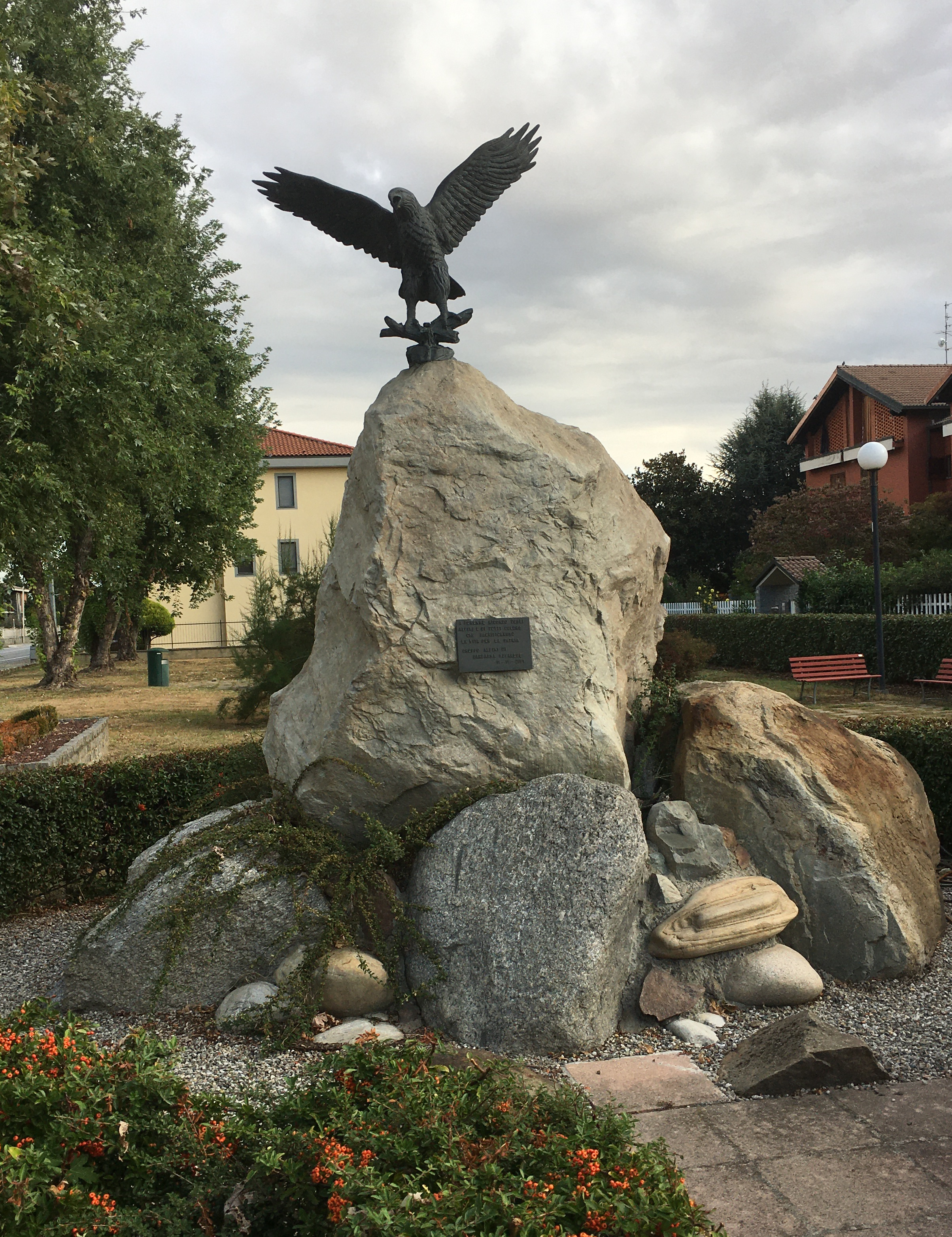
نُصب تذكاري للألبيني والضحايا في الطريق الرئيسي

- كنيسة سان ميكيلي أركانجيلو: الكنيسة الرعوية للقرية، وقد أُقيم المصلى الأصلي من قبل اللومبارديون،[41] وتم استبداله في نهاية القرن السادس عشر بالمبنى الحالي،[41][42] وتم ترميمها في القرن السابع عشر؛[43][44] وفي أوائل القرن التاسع عشر أُضيفت الأجنحة الجانبية؛[45]
- نصب تذكاري لـالألبيني والضحايا: كُلّف به من قِبل مجموعة الألبيني في غاربانيا وتم تدشينه في 10 نوفمبر 2001؛[46]
- أوراتوريو سانتا ماريا (مادونا دي كامبانيا): مبنى صغير يعود إلى نهاية القرن الحادي عشر، مع تعديلات أُجريت في القرن الثاني عشر؛ يحتوي من الداخل على ثلاثة عشر لوحة جدارية تعود للقرن الخامس عشر، بعضها من تنفيذ ورشة كانيولا؛[47]
- قصر كارويللي: المقر الريفي لكونتات كارويللي، الإقطاعيون الحاكمون للقرية، يعود تاريخه إلى القرن السابع عشر أو الثامن عشر؛ وهو الآن في حالة متقدمة من التدهور؛[48]
- وادي ري: وادٍ صغير يقع ضمن شرفة نوفارا-فيسبولاتي الجليدية النهرية، غرب القرية، يمر به مجرى نهر ري؛[49]

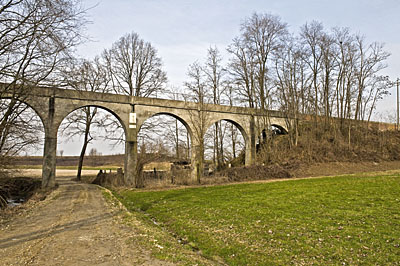
جسر قناة فاللاتزا المائي

- جسر قناة فاللاتزا المائي: جسر مائي بستة أقواس يتيح لقناة ريكا عبور وادي ري.[50]

## الثقافة
في الطابق الثاني من مبنى البلدية توجد مكتبة بلدية، وفي الطابق النصفي توجد مدرسة ابتدائية عامة، يُمكن الوصول إليها من المدخل الشمالي.

## النقل
يخترق كل من أراضي البلدية والقرية طريق المقاطعة رقم 211 لوميلينا (SP 211) طوليًا، وهو يربط نوفارا شمالًا بـمورتارا جنوبًا. أما الطرق الأخرى فهي الطريق المقاطعي 76 المؤدي إلى تيردوببياتي، والطريق المقاطعي 98 الذي يربط غاربانيا بأولينغو وتيردوببياتي.

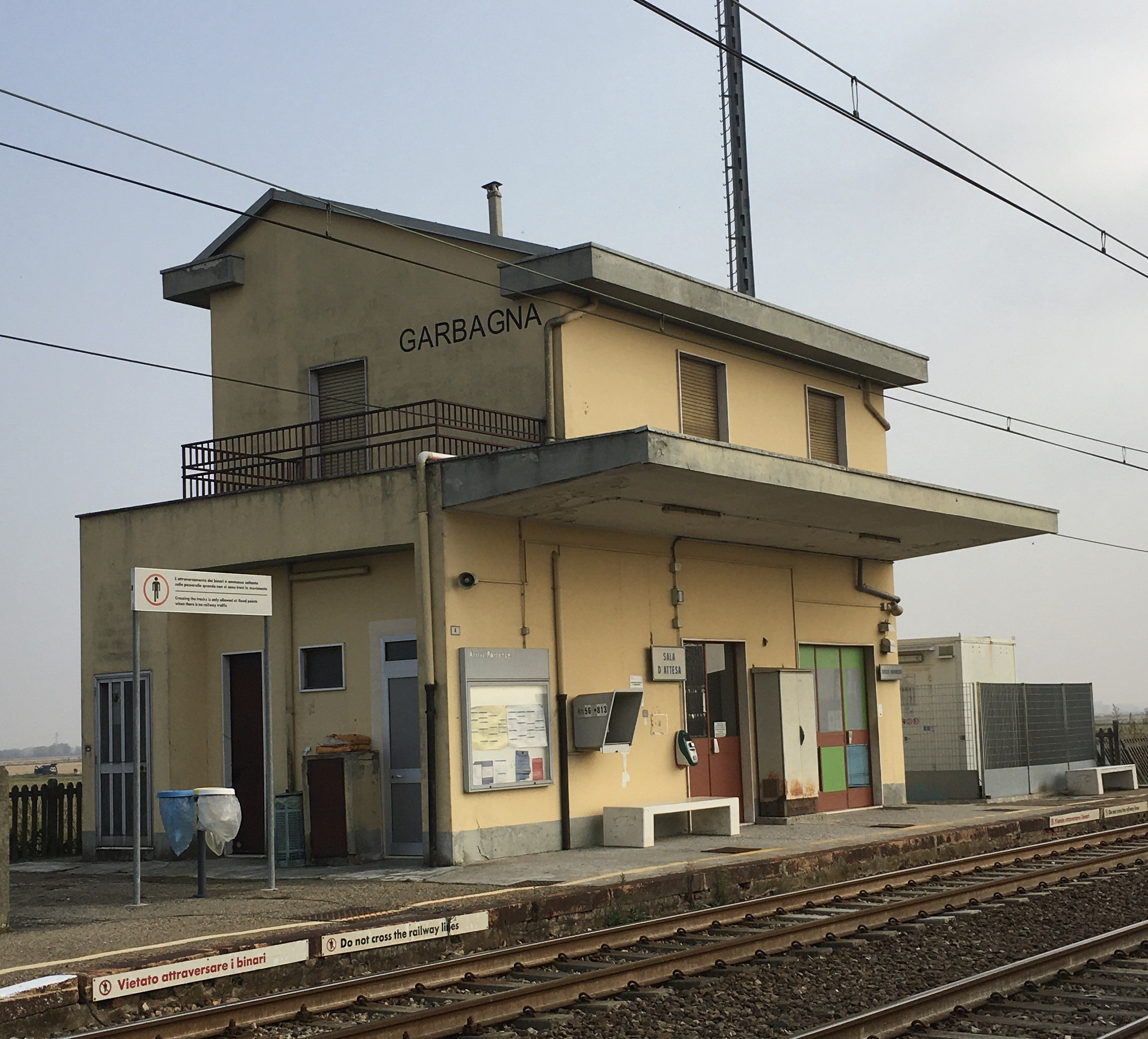
محطة قطار غاربانيا نوفاريزي

شرق البلدة تقع محطة قطار غاربانيا نوفاريزي، وهي متصلة بخط نوفارا - أليساندريا.
في الشارع الرئيسي للقرية، مقابل مبنى البلدية، توجد محطة حافلات لخط نوفارا-تشيلافيغنا.

## الرياضة

### المنشآت الرياضية

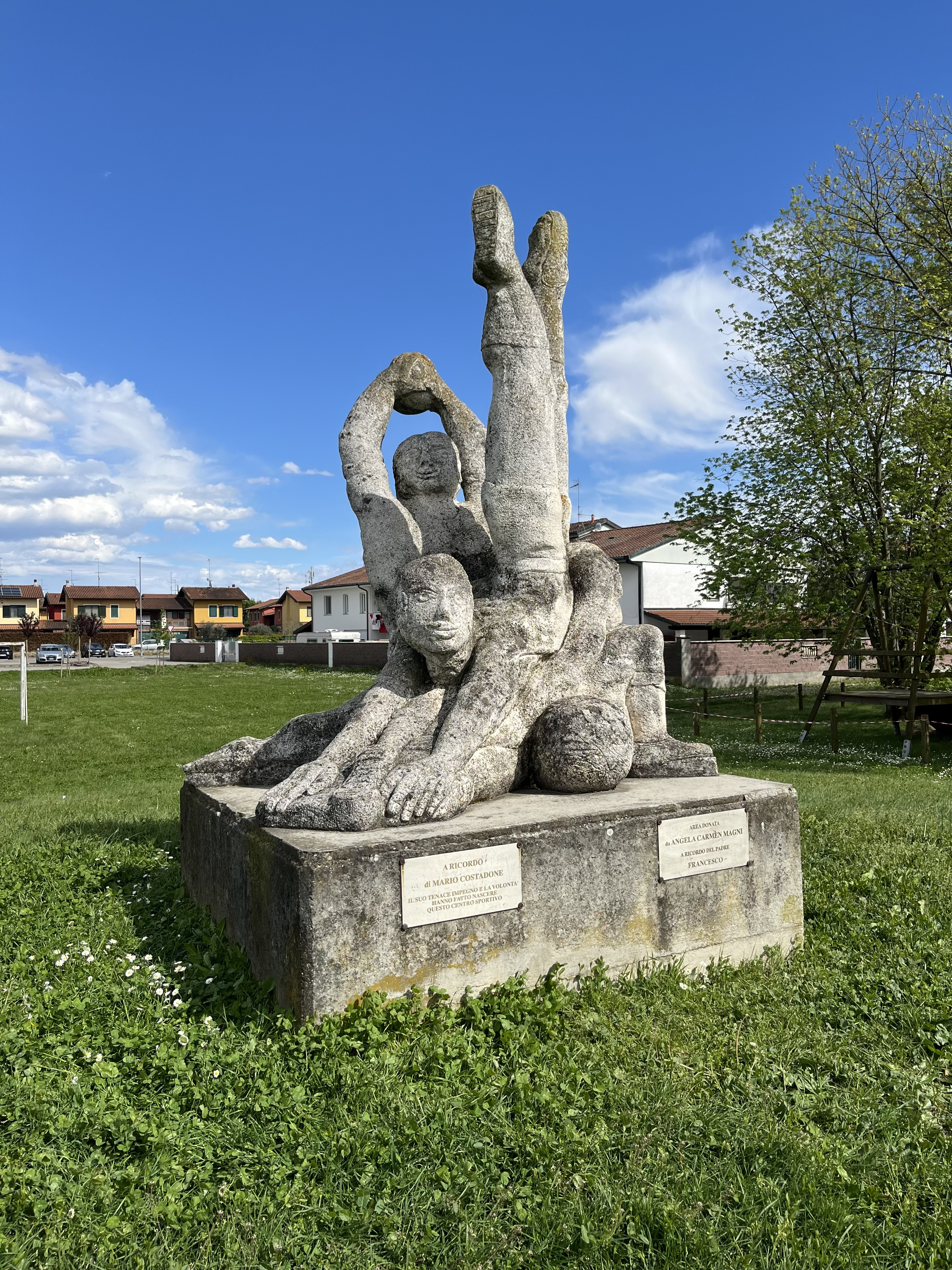
نُصُب الرياضة في مركز "ماريو كوستادوني" الرياضي

تم إنشاء **مركز ماريو كوستادوني الرياضي** في أوائل الثمانينيات، وسُمِّي بهذا الاسم تخليدًا لذكرى العمدة ماريو كوستادوني، الذي بادر شخصيًا بالمشروع.
ويحتوي المركز على:
- ملاعب تنس مضاءة، مزودة بغرف تبديل الملابس ودورات مياه؛
- منطقة خضراء بها مقاعد وملعب للأطفال (بما في ذلك الانزلاق الهوائي، منذ عام 2015[57]);
- ملعب كرة قدم مضاء 11 ضد 11، مزود بغرف تبديل الملابس؛
- ملعب خارجي متاح للاستخدام العام.